# 花巻球場
花巻球場（はなまききゅうじょう）は、岩手県花巻市にある野球場である。

## 概要
1934年に開場した「花巻温泉野球場」を母体とする。1953年7月26日に開催された東急フライヤーズ対大映スターズ戦が唯一のプロ野球公式戦開催実績。名称変更や改修を経て、1988年に「花巻球場」となった。
北東北大学リーグ戦や高校野球、社会人野球の試合で使われることが多く、イースタン・リーグの試合も行われている。全国高校野球選手権岩手大会では、準メイン会場として準々決勝まで使用されている。
2018年7月には、岩手県初開催となる女子プロ野球公式戦2連戦が行われた。

## 施設
- グラウンド面積：12,883m2
- 両翼：92m、中堅：120m
- 内野：土、外野：天然芝
- スコアボード：全面フルカラーLED式 、サブカウントボード有

DH制対応 スピードガン有り
- 収容人員：12,000人（内野：5,600人、外野：6,400人）
- 内野席:ベンチ、外野席:芝生(普段外野席の開放は無し)
- 照明設備：あり(6基)
- 屋内練習場：スタンド内1塁側・3塁側
- 会議室、審判控え室、身体障害者用観覧席、1塁側・3塁側に選手用控え室各2部屋

## 交通
- JR東北本線・釜石線花巻駅より徒歩30分。
- 花巻駅から岩手県交通バス花巻温泉行き、台温泉行き、温泉病院行き、天下田住宅行きで「松園町」下車。

## 近隣施設
- King of the Hill：菊池雄星が自費を投じて建てた室内練習場。
- 居城野陸上競技場
- 居城野運動公園
- 花巻市総合体育館